# 瑞典护照
瑞典护照（瑞典語：Svenskt pass）是签发给瑞典国民的护照，用于国际旅行。除了作为瑞典公民身份的证明外，它们还有助于获得瑞典驻外领事官员（或其他欧盟或北欧国家外交使团名单在没有瑞典的大使馆或领事馆的情况下）。

瑞典护照由瑞典警察总署签发，申请在配备有护照终端机的警察局提交，用于拍照和采集指纹。自2005年10月1日起签发的护照是生物识别的，有效期为5年。早期的护照有效期为10年（成人）或5年（儿童）。

每位瑞典公民也是欧盟公民，护照与瑞典身份证一起允许在欧洲经济区的任何一个国家和瑞士享有公民权利指令。在北欧国家内部旅行时，由于有北欧护照联盟，北欧公民在法律上不需要身份文件。

## 识别要求
申请是在护照办公室（位于警察局内）或大使馆进行的。申请人必须亲自到场，并在那里拍摄照片。在申请时，需要确认申请人的身份。这可以通过以下方式完成：

- 出示有效的瑞典护照（非临时护照）、瑞典国民身份证（英语：Identity documents in Sweden）、瑞典驾驶执照（英语：Driving licence in Sweden）、瑞典税务局身份证，或符合瑞典标准研究所（英语：Swedish Institute for Standards）标准的身份证。

不具备上述任何一种身份证件的人，必须携带一名证明身份的人，该人至少年满18岁，拥有上述证件之一，并且是以下人员之一：
- 丈夫、妻子、住在同一地址的人、父母、祖父母、自己的孩子、兄弟姐妹、养父母或同等人、至少一年以来的雇主、或通过工作认识此人的当局官员。

这些要求与瑞典其他身份文件的程序相似。办理护照没有年龄限制，但18岁以下的人在申请时必须由其监护人（最好为两人）陪同。

## 持照人签证要求

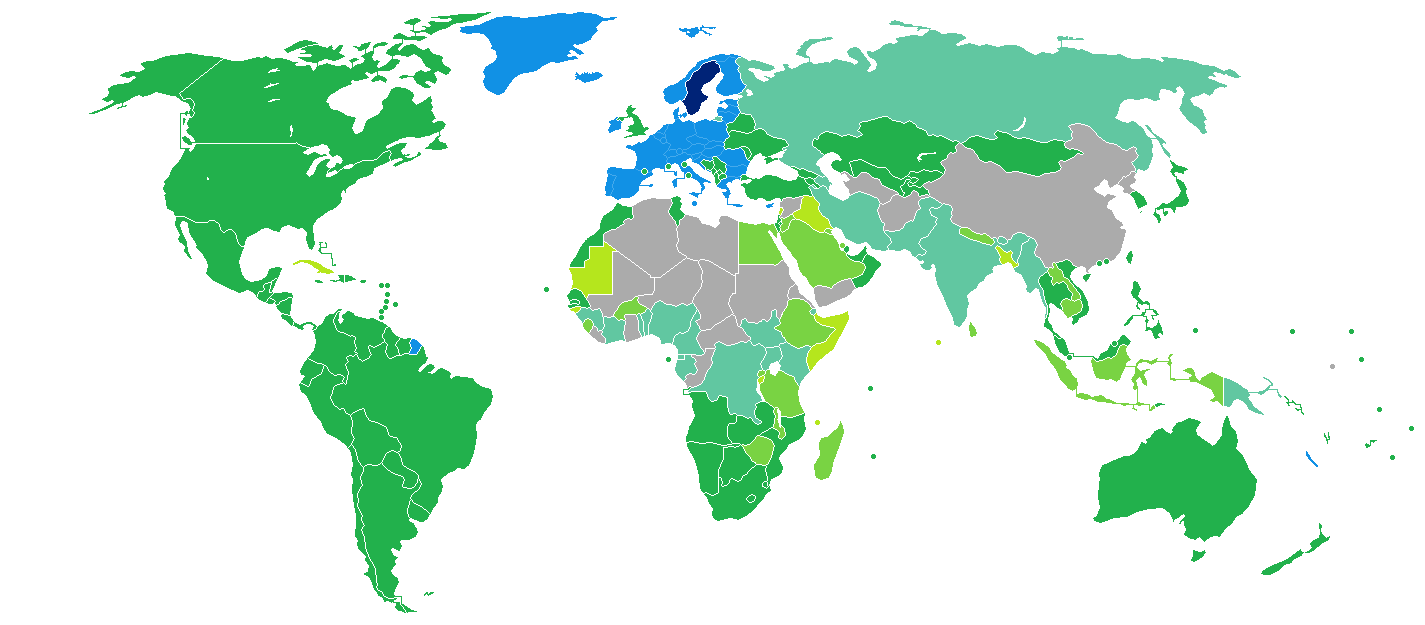
瑞典公民的签证要求
瑞典
自由迁徙/居住
免签国家/地区
落地签证
电子签证
落地/电子签证
需要签证

对瑞典公民的签证要求是其他国家当局对瑞典公民的行政入境限制。根据2025年1月8日发布的亨利护照指数，瑞典护照可免签证、落地签证或电子签证入境191个国家和地区，位居世界第4，与奥地利、丹麦、爱尔兰、卢森堡、荷兰、挪威护照并列。